# Arboga kommun
59°24′N 15°50′Ø / 59.400°N 15.833°Ø
Arboga kommune ligger i landskapet Västmanland det svenske län Västmanlands län . Kommunens administrationscenter ligger i byen Arboga.
Arbogaån går gennem kommunen fra øst vest mod øst mod Mälaren, og lidt øst for byen Arboga forbinder Hjälmare kanal åen med Hjälmaren mod syd.

## Byer
Arboga kommune har tre byer.
Indbyggere pr. 31. december 2005.
| #  | By       | Indbyggere |
| -- | -------- | ---------- |
| 1. | Arboga   | 10.369     |
| 2. | Götlunda | 302        |
| 3. | Medåker  | 228        |

## Kirker
- Emaus gravkapell
- Den gamle kirkegårds gravkapel
- Helge Svens kapelruin
- Hellige Trefoldighets kirke
- Sankt Nicolai kirke
- Sankta Gertruds kirkegård
- Götlunda kirke
- Medåkers kirke
- Säterbo kirke

## Eksterne kilder og henvisninger
- ”Kommunarealer den 1. januar 2012” (Excel). Statistiska centralbyrån.
- ”Folkmängd i riket, län och kommuner 30 juni 2012”. Statistiska centralbyrån.
- Fotografier af Arbogas gader og torv

- Wikimedia Commons har flere filer relateret til Arboga kommun